# Анол (Marvel Comics)
Анол (англ. Anole), настоящее имя Виктор Борковски (англ. Victor Borkowski) — персонаж, появившийся в комиксах издательства Marvel Comics. Он известен как член бывшей команды «Новые Люди Икс».

## Биография
Виктор — шестнадцатилетний мутант, родился в России.  Вырос в Фернвуде (Нью-Йорк), в маленьком, типичном американском городке, в котором он жил нормальной жизнью несмотря на его рептильные особенности. Сплоченное сообщество принимало мальчика таким, какой он есть, пока в его городе не начали распространяться антимутантские настроения. Для его собственной безопасности, родители отправили его в Институт Ксавье, где он быстро превзошёл других студентов по успеваемости. Из иностранных языков он выбрал французский. В New X-Men: Academy X Yearbook Special (2005) были перечислены его предпочтения: он любит театр, фрисби и баскетбол; не любит традиции и плохие боевики. Он был выбран Лучшим Актёром среди студентов.

### Команда Эскадрон Альфа
Когда в Институте Ксавье была утверждена система выбора наставников для студентов, Виктор сначала избрал Росомаху в качестве наставника. Однако, он скоро понял, что они несовместимы и выбрал Карму своим наставником. Во время повторного формирования учебных команд по всей школе, он был назначен в команду «Эскадрон Альфа» под руководством Полярной Звезды. Сначала, он много времени проводил с Джулианом Келлером и другими Хулиганами, но позже стал ближе к своим товарищам по команде. Он был неравнодушен к Полярной Звезде и был глубоко затронут его мнимой смертью. Он, как большинство студентов, не знал о воскрешении Полярной Звезды кланом Руки.
Виктор — гей, и Полярная Звезда помог ему осознать свою сексуальность; при этом Виктор никому не открыл свою тайну. Его сексуальная ориентация была подтверждена авторами и подтверждена в X-Men: 198 files.
По иному развитию сюжета Анол должен был совершить самоубийство из-за неприятия его ориентации родителями и двумя самыми близкими друзьями — Джошем и Джулианом. Но Вейр и Дефилиппис вынуждены были пересмотреть эту сюжетную линию, из-за пожеланий Марвел не освещать столь спорную проблему в комиксе. Позже Вейр и Дефилиппис заявили, что были счастливы отказаться от этого сюжета, поскольку им не нравится то направление развития характера, которое приписывалось Джулиану, отмечая также, что «Джулиан, который изменился с тех пор — это не тот парень, который имел бы проблемы с Виктором, являющимся геем. Скорее, он бы размазал по стенке любого, у кого будут такие проблемы».

### После Дня М
Анол был одним из 27 студентов в Институте, сохранивших свои мутантские способности после Дня М. Система учебных команд была отменена, и оставшиеся студенты были слиты в одну группу. Некоторое время спустя, Эмма Фрост устроила всеобщую потасовку среди оставшихся студентов, чтобы определить, кто станет командой стажеров Людей Икс; Виктор не был выбран, но остался в институте.
Когда Полярная Звезда и его сестра Аврора (которым промыла мозги Серафина) напали на Институт, Анол увидел Полярную Звезду и временно нарушил контроль над ним Детей Хранилища. Однако, это продолжалось недолго — вскоре Жан-Поль вновь вернулся к подконтрольному состоянию и напал на Виктора, оставив его без сознания.
После того, как Страж из будущего, Нимрод, напал на Кузнеца в его доме в Далласе, Новые Люди Икс отправились его спасать. Сесилия (Ртуть) попросила Виктора прикрыть их отсутствие. Анол прекрасно справился, тянул время и доводил Вэлори Купер своей болтовней на допросе, чем заслужил уважение своих друзей.

### В поисках Мэджик
Виктор был одним из тех, кто слушал рассказ Повязки о Мэджик (Иллиана Распутина) и демоне Беласко, и он был первым, кто понял, что это не бред, а предсказание. После того, как ребята попали в Лимбо и на них напали демоны, Анол принимает командование на себя. Он приказывает своим друзьям сплотиться вокруг беззащитной Повязки, но не замечает подкрадывающегося к нему демона, который щупальцем отрубает ему руку по самое плечо.
Появившаяся вовремя Мэджик помогает мутантам справиться с демонами и предлагает ребятам помочь спасти их друзей, находящихся в плену у Беласко, но для этого ей нужна душа одного из них. Отошедший от болевого шока Виктор задается вопросом, почему он до сих пор не умер от нанесенной ему раны и большой потери крови.
Иллиана выбрала для ритуала Эльфа, как самую невинную из ребят. Остальные пытаются помешать Мэджик, но она заключает их всех в магические коконы, в которых они не могут пошевелиться. Повязка говорит Виктору, что он должен спасти Эльфа, что сила для этого находится внутри него. Анол сумел освободиться и отшвырнуть Мэджик, нарушая тем самым ритуал. Теперь вместо правой потерянной руки у него выросла огромная рептильная рука, покрытая шипами и с острыми когтями. Анол напоминает Мэджик, что она обещала помочь им.
Иллиана обучает Меган заклинанию телепортации и та переносит их во дворец Беласко, где вовсю кипит битва между Новыми Людьми Икс и демонами Беласко. Эльф, с помощью Кинжала Душ, созданного из части её души, убивает Беласко. Ребята спасены, но Мэджик не желает останавливаться — она хочет заполучить душу Меган целиком. Появление Колосса, брата Иллианы, отвлекает её. Растерявшись от встречи с братом, Иллиана телепортирует всех обратно на Землю.
Позже вечером, Анол и Эльф сидят в гостиной и обсуждают события произошедшие с ними. Приходит Оползень и сообщает, что он поговорил с Волной и Циклопом и грозился, что уйдет из команды, если их двоих не возьмут туда же. Так что они теперь в составе Новых Людей Икс — ребята очень довольны этой новостью.

### Дети Людей Икс
Виктор играет в бильярд, в то время как Оползень и Икс-23 убеждают его ампутировать вторую руку. Икс-23 говорит, что может сделать это очень быстро, а Оползень в шутку предлагает Виктору отрезать также его ноги, тогда он станет «Удивительным Парнем-Драконом». Виктор отказывается от их предложения, добавляя, что он вполне доволен своей нормальной рукой. Оползень обзывает его бабой. Анол оскорблен и выкидывает его из окна, в то время как Оползень говорит: «Клянусь, я ничего не знал! Не надо быть таким чувствительным!».
Внизу стоят Зверь и Колосс, поджидая ребят. Несколько минут спустя Зверь уговаривает Оползня взорвать себя, как он сделал это в Лимбо, так как он хочет проверить свои предположения насчет новых сил Санто. Когда Оползень отказывается, Анол самодовольно улыбаясь, называет его бабой. Задетый, Санто выполняет просьбу Зверя — взорвавшись, он воссоздает себя в своей прежней каменной форме, но более массивной. Зверь благодарит Виктора за помощь.
Позже Анол, Оползень, Спичка, Индра, Эльф и Лоа сидят в гостиной — они вспоминают, что в последний раз, когда они вот так собирались — они попали в ад. Чтобы разрядить обстановку Оползень произносит оптимистичную речь, а затем предлагает для укрепления дружбы открыться друг другу. Он собирается начать первым и объявляет всей группе, что Анол — гей. Виктор вскипает и говорит Санто, что ненавидит его. Лоа, чтобы успокоить Анола, сказала, что это уже давно всем известно.

### Комплекс Мессии
Профессор Ксавье обнаруживает рождение первого мутанта после Казни каждого десятого. Люди Икс отправляются на поиски этого ребёнка. Часть Новых Людей Икс и Броня решают первыми напасть на Очистителей (Purifiers), чтобы узнать, есть ли у них этот ребёнок, и отомстить за убитых Очистителями одноклассников. Анол прокрадывается на их базу, используя свои способности сливаться с окружающей средой, и проверяет компьютеры Очистителей. Риктор, тайно внедрившийся в ряды Очистителей, обнаруживает его и, зажав ему рот, спрашивает, что он здесь делает. Анол инстинктивно отшвыривает его, лишь потом признав в нём союзника. Когда они возвращаются к команде, обнаруживается, что на помощь Очистителям явились Грабители (Reavers). Их лидер, Леди Смертельный Удар, тяжело ранит Геллиона. Эльф успевает телепортировать команду, но они оказываются рассеянными между Вашингтоном и Институтом Ксавье. Новые Люди Икс возвращаются в Институт вместе с Человеком-Льдом, отправленным за ними.
Позже школа подвергается нападению Хищника Икс. Вспомнив, что Икс-23 раньше убила одного из хищников, Эльф пытается телепортировать его к Икс-23 на Остров Мьюр, но случайно телепортирует всю команду в самый центр борьбы между Людьми Икс и Мародерами. Анол, вместе с другими Новыми Людьми Икс, сражается с Мародерами, не ожидавшими подкрепления в лице студентов.

### Порознь, мы выстоим
Виктор возвращается в родной городок, жители которого очень тепло его принимают. Полярная Звезда, которого вызвал Циклоп, находит мальчика, скрывающегося после случайного нападения на своего отца. Полярная Звезда обнаруживает Анола около домика на дереве, но Виктор не очень-то рад видеть своего бывшего наставника. Сначала Жан-Поль шутит, думая, что у Виктора проблемы с адаптацией в обществе, как мутанта и гея. Виктор объясняет, что жители его города принимают его таким, какой он есть. Его проблемы — из-за Полярной Звезды и других Людей Икс, которых они, студенты, боготворили, которым они старались подражать и которые так легко от них отказались. Он говорил Полярной Звезде, что они всего лишь дети: они должны были играть в видеоигры и учить уроки, а не «сражаться с Дьяволом!». Виктор сказал Полярной Звезде, что его родители будут искать его именно здесь, как только начнут поиски; они знают, что он любил это место, называл его своим собственным Икс-Особняком… Перед тем как уйти, он бьет Жан-Поля по лицу — подобно тому как Полярная Звезда напал на него в прошлом — и требует передать всем бывшим Людям Икс, чтобы они больше не искали его.

## Альтернативная реальность
День М (Земля-58163). В этой измененной версии Земли-616, созданной Алой Ведьмой, мутанты — большинство, находящееся у власти, а люди — угнетаемое меньшинство. Здесь роли распределились противоположно тому, как это было принято в основной реальности. Молодые мутанты, с их разнообразными мутантскими способностями, теперь могут выбрать одну из двух школ и соответственно, два варианта своего будущего в мутантском сообществе. Они выбирают между Новым Институтом Лидерства Мутанта, под руководством Шен Кой Манн (Карма), где воспитывают будущих дипломатов и лидеров мира — они не получают боевое обучение и имеют тенденцию регистрировать мутантов с пассивными способностями. Другой выбор состоит в том, чтобы присоединиться к программе обучения Щ.И.Т.а, возглавляемого Себастьяном Шоу. Здесь они получают боевое обучение, сосредоточенное на войне и тайных операциях, и регистрируют мутантов с активными способностями. Учебную команду этой школы называют Хулиганы. Эта группа состоит из Отростка (на Земле-616 — Хулиган), Мэджик (Иллиана Распутина), Синхронизации, Иглы, Волны, Ветреной Танцовщицы (теперь известный как Ренессанс), Анола и Даниелы Мунстар. Мунстар — действующий агент Щ.И.Т.а, назначенная на должность наставника Хулиганов. Хотя она — тренер, она вместе со своими учениками участвует в боевых операциях. Её помощники — мутанты-близнецы Аврора и Полярная Звезда. В этой действительности Анол ещё не вошёл в активный отряд Хулиганов и находится в начальной стадии обучения в отделе Щ.И.Т.а. Его показывают вместе с несколькими другими новичками, обучающимся у Полярной Звезды и Авроры.

## Силы и способности
Рептильная мутация Анола проявляется в виде зелёной чешуйчатой кожи; зубчатого гребня на голове вместо волос; длинного липкого языка, позволяющего ему цепляться за твердые поверхности; увеличенных скорости, проворства, координации; мимикрия, как у хамелеона, позволяет ему становиться «невидимым», сливаясь с окружающей средой.
Также Анол способен отращивать заново потерянные конечности, но они имеют более массивную рептильную форму и обладают большей силой. Его новая рука обладает острыми когтями, которые он может использовать в бою, как оружие. Зверь подтвердил, что каждый раз, когда Анол теряет конечность, у него вырастает более сильная версия этой конечности.

## Вне комиксов
Анол появляется в фильме «Люди Икс: Последняя битва», где его роль исполнил Ллойд Адамс. Он был показан как один из членов Братства Мутантов, появившийся на собрании. В финальной битве на Алькатрасе, он был лишён сил и, скорее всего, убит.

## Этимология прозвища
Прозвище Виктора «Анол» (англ. Anole) произошло от названия ящерицы. Это было объявлено его создателями (Кристиной Веир и Нанзайо Дефилипписом) через пост на их форуме.